# 古川 (つくばみらい市)
古川（ふるかわ）は、茨城県つくばみらい市の地名。郵便番号は300-2422。人口は477人。（2010年10月1日現在、住民基本台帳人口による。つくばみらい市調べ。）　

## 地理
つくばみらい市の中部に位置し、地域内を茨城県道・千葉県道3号つくば野田線、常磐自動車道が通る。つくばみらい市立谷和原中学校、谷和原郵便局がある。
東は東楢戸、西は加藤、南は成瀬、北は西丸山と接している。

### 河川
- 中通川

## 交通
つくばみらい市コミュニティバス「みらい号」が地域内を走っている。 最寄駅は首都圏新都市鉄道つくばエクスプレスみらい平駅である。
コミュニティバス
地域内には「古川十字路」、「谷和原郵便局前」の停留所がある。
| 系統 | 主要経由地                                          | 行先           | 運行会社 |
| --- | --------------------------------------------------- | -------------- | -------- |
| 北西（右） | 守谷駅東口・小絹駅・福岡寺前・紫峰ヶ丘2丁目         | 循環みらい平駅 | ■関鉄    |
| 北西（左） | 小絹駅・小絹コミセン入口・守谷駅東口・紫峰ヶ丘2丁目 | 循環みらい平駅 | ■関鉄    |
| 備考 - 循環は循環路線 - 北西（右）は、つくばみらい市コミュニティバスの系統。北西は北西ルート、（右）は右回りを意味する。 |                                                     |                |          |

道路
地域内を常磐自動車道が通る。最寄りのインターチェンジは、谷和原ICである。
- 茨城県道・千葉県道3号つくば野田線
- 茨城県道130号常総取手線

## 世帯数と人口
2017年（平成29年）8月1日現在の世帯数と人口は以下の通りである。
| 大字 | 世帯数  | 人口  |
| ---- | ------- | ----- |
| 古川 | 172世帯 | 379人 |

## 小・中学校の学区
市立小・中学校に通う場合、学区は以下の通りとなる。
| 番地 | 小学校                     | 中学校                       |
| ---- | -------------------------- | ---------------------------- |
| 全域 | つくばみらい市立谷原小学校 | つくばみらい市立谷和原中学校 |

## 施設
- つくばみらい市立谷和原中学校
- つくばみらい市谷和原保健福祉センター（やわらぎ）
- つくばみらい市立谷和原学校給食センター
- 谷和原郵便局
- つくばみらい市営古川団地
- 鹿嶋神社